# Лакестад
Лакестад (др.-греч. Λακεστάδης). Царь Сикиона. Преемник Ипполита. При нем Фалк вместе с дорянами ночью захватил Сикион, но не причинил Лакестаду зла, а разделил с ним власть. С этого времени сикионцы стали дорянами. По другому изложению, в 1161 г. до н. э. (по историку Кастору) в Сикионе жрецы Аполлона Карнейского заняли место царей, а затем смещены дорийцами.